# Бель-Ер (округ Аллегені, Меріленд)
Бель-Ер (англ. Bel Air) — переписна місцевість (CDP) в США, в окрузі Аллегені штату Меріленд. Населення — 1689 осіб (2020).

## Географія
Бель-Ер розташований за координатами 39°34′53″ пн. ш. 78°51′19″ зх. д. / 39.58139° пн. ш. 78.85528° зх. д. (39.581309, -78.855225).  За даними Бюро перепису населення США в 2010 році переписна місцевість мала площу 1,18 км², з яких 1,18 км² — суходіл та 0,00 км² — водойми.

## Демографія
Згідно з переписом 2010 року, у переписній місцевості мешкало 1258 осіб у 535 домогосподарствах у складі 377 родин. Густота населення становила 1063 особи/км².  Було 568 помешкань (480/км²).
Расовий склад населення:
| - 95,5 % — білих - 1,2 % — азіатів - 0,9 % — чорних або афроамериканців |

До двох чи більше рас належало 1,7 %. Частка іспаномовних становила 1,2 % від усіх жителів.
За віковим діапазоном населення розподілялося таким чином: 22,7 % — особи молодші 18 років, 58,9 % — особи у віці 18—64 років, 18,4 % — особи у віці 65 років та старші. Медіана віку мешканця становила 42,1 року. На 100 осіб жіночої статі у переписній місцевості припадало 93,2 чоловіків;  на 100 жінок у віці від 18 років та старших — 83,2 чоловіків також старших 18 років.
Середній дохід на одне домашнє господарство  становив 52 907 доларів США (медіана — 52 656), а середній дохід на одну сім'ю — 58 019 доларів (медіана — 59 302). За межею бідності перебувало 28,2 % осіб, у тому числі 56,7 % дітей у віці до 18 років та 7,4 % осіб у віці 65 років та старших.
Цивільне працевлаштоване населення становило 600 осіб. Основні галузі зайнятості: освіта, охорона здоров'я та соціальна допомога — 26,0 %, науковці, спеціалісти, менеджери — 14,2 %, мистецтво, розваги та відпочинок — 13,0 %.